# Lies to Light the Way
 Lies to Light the Way es el segundo álbum de estudio por banda de metalcore Americano Myka Relocate.  Lanzado el 29 de octubre de 2013, el trabajo estuvo producido por Cameron Mizell y publicado por Artery Recordings.  El álbum logró posicionarse en el No.22 arriba Heatseekers.

## Antecedentes
En el empiezo de 2013, después de separar maneras con bateristo Sam Albarado, la banda recrui Aaron Robertson para actuar en tambores.  A mitad del año el ensemble estuvo firmado por Artery Recordings.

## Composición
Vocalista John Ritter refiere para al primer sencillo "Doublespeak" como "a big middle finger to those people" quién causó el ensemble para ser "dragged in the dirt in the past and played like chess pieces".  Continúa en para decir que "si ellos no hicieron lo que hicieron, no seríamos tan agresivos en hacer este pasar", y que esto es el significado de "Lies to Light the Way".  El vocalista entonces descrito "Useless" como "one of [their] meanest songs", aludiendo para "rock stars" y "people who take their positions for granted, exploit their fame, and have overbearing egos".

## Promoción
En septiembre de 2013, el título de su álbum estuvo anunciado como Lies To Light The Way.  En aquel tiempo, "Doublespeak" estuvo retransmitido como el primer solo del álbum.  Para promover el álbum, el grupo visitado en tardío 2013 con This or the Apocalypse, Honour Crest y Tear Out the Heart en "The Hypernova Tour" de The Browning.
El 24 de octubre de 2013, una corriente llena del álbum de estudio estuvo hecha disponible al público.  A principios de 2014, la banda publicó "Something to Dream About", el muy primer vídeo de música del ensemble siguió por un vídeo de música vivo de "Useless".  En la parte última de aquel año, un vídeo de música para "Playing It Safe" junto con un vídeo lírico para "Admitting The Truth" estuvo publicada.  En temprano 2015, el grupo publicó una versión acústica de su vídeo de música del debut.

## Recepción crítica
Carl Schulz del Snapper diario en Millersville la universidad describe el álbum como siendo "praised for its distinctive clashes between gripping unclean vocals provided by John Ritter, bone-crushing breakdowns, and sugary-sweet clean vocals".  El club de noche The Door en Deep Ellum describe el trabajo como "twelve tracks that segue from gnashing technical guitars into immediately irresistible refrains", continuando diciendo que "Electronic flourishes color the sound at points, while every element falls into an impenetrable groove reminiscent of Deftones or Sleeping with Sirens".  Ryan De Freitas de DEAD PRESS! comparaba el grupo a Memphis May Fire y Kellin Quinn que retrata las tonadas tan "pretty infectious when it’s at it’s best and with a bit of refining and more sporadic usage" continuando para declarar que "Some of the better [tracks] could easily reach [anthemic heights]".  Kriston McConnell De Bajo la Revisión de Pistola aun así, comparó vocales de Swank a aquellos de Andy Leo de Crown the Empire.

## Lista de canciones
Todas las canciones escritas y compuestas por Myka Relocate. 
| N.º   | Título                              | Duración |  |
| 1.    | «Revolve»                           | 1:11     |  |
| 2.    | «Dead Ties»                         | 3:09     |  |
| 3.    | «Something to Dream About»          | 3:44     |  |
| 4.    | «The Inevitable»                    | 3:45     |  |
| 5.    | «Natural Separation»                | 3:03     |  |
| 6.    | «Useless» (con Tyler "Telle" Smith) | 4:24     |  |
| 7.    | «Doublespeak»                       | 3:14     |  |
| 8.    | «Playing It Safe» (con Jonny Craig) | 3:44     |  |
| 9.    | «The Answer»                        | 3:34     |  |
| 10.   | «Dry Spell»                         | 3:39     |  |
| 11.   | «Cold War»                          | 3:08     |  |
| 12.   | «Admitting the Truth»               | 3:46     |  |
| 40:21 |                                     |          |  |

## Créditos
- John Ritter - vocales
- Michael Swank - vocales
- Luke Burleigh - bajos
- Austin Doré - guitarra, programación
- Josh Peltier - guitarra
- Aaron Robertson - tambores

## Posicionamientos en listas
| Gráfico (2013)               | Peakposition |
| ---------------------------- | ------------ |
| US Billboard Top Heatseekers | 22           |